# Jorge Rubén Lugones
Jorge Rubén Lugones SJ (Veinticinco de Mayo, 31 de julho de 1952) é um clérigo argentino e bispo de Lomas de Zamora.
Jorge Rubén Lugones ingressou na Congregação Jesuíta, fez a profissão em 22 de abril de 1979 e foi ordenado sacerdote em 3 de dezembro de 1988.
O Papa João Paulo II o nomeou Bispo de Orán em 2 de junho de 1999. O arcebispo de Buenos Aires, Jorge Mario Bergoglio SJ, deu-lhe a consagração episcopal em 30 de julho do mesmo ano; Os co-consagrantes foram Juan José Iriarte, Arcebispo Sênior de Resistencia, e Carmelo Juan Giaquinta, Arcebispo de Resistencia. A inauguração na Diocese de Orán ocorreu em 6 de agosto do mesmo ano.
Foi nomeado Bispo de Lomas de Zamora em 14 de outubro de 2008 e empossado em 22 de novembro do mesmo ano.